# Dave Rennie
Dave Rennie (Lower Hutt, 22 de noviembre de 1963) es un entrenador y ex–jugador cookiano de rugby nacido Nueva Zelanda y que se desempeñaba como centro. Actualmente entrena al Kobelco Kobe Steelers de la Japan Rugby League One.

## Entrenador
En julio de 2017 se anunció que fue contratado por los Glasgow Warriors del Pro14, según el mismo Rennie los motivos de su salida de Chiefs fueron de una decisión personal, ya que buscaba un nuevo desafío y ese quería que fuera en Europa.
Tras la Copa Mundial de Rugby de 2019 fue designado seleccionador de Australia en sustitución de Michael Cheika.
El 16 de enero de 2023, Rugby Australia anunció que Rennie sería reemplazado por Eddie Jones

## Palmarés
- Campeón del Super Rugby de 2012 y 2013.
- Campeón de la Mitre 10 Cup de 1986 y 2000.